# Zabytki w Bystrzycy Kłodzkiej
Zabytki Bystrzycy Kłodzkiej
Do wojewódzkiego rejestru zabytków nieruchomych Bystrzycy Kłodzkiej wpisane są obiekty:
- ośrodek historyczny miasta, nr rej.: A/2563/355
- kościół par. pw. św. Michała Archanioła, z końca XIII w., przebudowany w XV w. i w 1916 r.
- plebania, pl. Skłodowskiej-Curie 3, 1575, XVIII-XX
- wikarówka z łącznikiem, pl. Skłodowskiej-Curie 3, 1597, XVIII-XX
- kościół szpitalny pw. św. Jana Nepomucena, z 1833 r.
- kościół ewangelicki, ob. muzeum, z lat 1824–1825
- kaplica św. Floriana, w parku miejskim, z XVIII w.
- kolumna (figura) Trójcy Św., Rynek, kam., 1736, nr rej.: B/1351/06 z 21.03.1950 i 28.02.2006
- kapliczka słupaowa, ul. Wojska Polskiego, kam., 1661, nr rej.:B/835/402 z 12.06.1982
- figura św. Jana Nepomucena, pl. Szpitalny, kam., 1704, nr rej.: B/636/403 z 22.06.1982
- figura Matki Boskiej z Dziciątkiem, pomiędzy torami kolejowymi a rz. Nysą, kam., 1728, nr rej.: B1353 z 28.02.2006
- kolumna maryjna, ul. Okrzei / ul. Sienkiewicza, kam., 1710, nr rej.: B/1946 z 1.09.2008
- kaplica przydrożna, przy drodze do Waliszowa, z XVIII w.
- mury obronne, z XIV–XV w.
- brama Wodna, ul. Podmiejska, z XIV w.
- baszta Kłodzka, z 1319 r., przebudowana w 1568 r., 1843 r.
- baszta Rycerska, z 1580 r., przebudowana w 1609 r., 1843 r.
- ratusz, z lat 1853–1854, wieża, z XV w.
- dom przy ul. Kościelnej 5, z XVI w., przebudowany w XX w.
- dom przy ul. Kościelnej 11, z XVI w., przebudowany w XIX–XX w.
- dom, ul. Kościelna 14, k. XVIII, XIX-XX
- dawna szkoła ewangelicka, ob. Muzeum Filumenistyczne, Mały Rynek 1-1A, z 1823 r.
- Dom przy ul. Międzyleskiej 29, z XVIII w., przebudowany w XX w.
- Dwa Domy przy Okrzei 1 i 3, z XVIII/XIX w.
- Dom przy pl. Wolności 3, z XVII w., przebudowany w XVIII w., XIX w.
- Dom przy pl. Wolności 4 z XVII w.
- Dom przy pl. Wolności 6–8 z XVII w., przebudowane w XIX w.
- Dom przy pl. Wolności 9, z XVII w., przebudowany w XIX w.
- Dom przy pl. Wolności 10 z XVII w., przebudowany w XX w.
- Dom przy pl. Wolności 11
- Dom przy pl. Wolności 12
- Dom przy pl. Wolności 13
- Dom przy pl. Wolności 14 z XVII w., przebudowany w XIX w.
- Dom przy pl. Wolności 15
- Dom przy pl. Wolności 17
- Dom przy pl. Wolności 18 z XVII–XIX–XX w.
- Dom przy pl. Wolności 19
- Dom przy pl. Wolności 20 z XVII w., przebudowany w XIX w.
- Dom przy pl. Wolności 21
- Dom przy pl. Wolności 22 z XVII w., przebudowany w XIX–XX w.
- Dom przy pl. Wolności 23
- Dom przy pl. Wolności 24
- Dom przy pl. Wolności 25
- Dom przy pl. Wolności 27[2] z XVII w., przebudowany w XIX w.
- dom, ul. Siemiradzkiego 2, z XVII w., przebudowany w XIX w.
- wójtostwo, ul. Siemiradzkiego 3 (dec. Wodna 1), z XVI w., przebudowane w XVIII w.
- dom, ul. Sienna 4, z XVIII w., przebudowany w XX w.
- budynek Seminarium Nauczycielskiego, obecnie zespół szkół, ul. Sempołowskiej 13, z lat 1877–1880.